# 朝阳站 (北京地铁)
朝阳站，原规划名为星火站，是位于北京市朝阳区东风地区北京朝阳站地底，是北京地铁3号线的重点车站，也是朝阳站交通枢纽的一部分，2024年12月15日与朝阳站交通枢纽一同投入运营。

## 历史
2016年，北京地铁3号线一期工程开建，起自北京地铁2号线东四十条站，终于东坝地区。2017年，被称为“北京地铁最大标段”的北京地铁3号线朝阳公园站至体育中心站区间段开工建设。根据工期安排，2017年底，北京地铁3号线一期北京朝阳站正式开建（规划中的20号线北京朝阳站同步提前代建）。除北京地铁3号线外，规划中的20号线将在此设北京朝阳站。北京朝阳站建成后，将实现北京地铁3号线与京哈高铁的接駁，乘搭地铁到达本站的乘客可从西侧站前广场地下的连廊直接从快速进站口抵达国铁站台，远期还将与20号线换乘。
根据计划，北京地铁3号线一期将于2024年开通，实际于2024年12月15日正式通車，自此結束北京朝陽站未有地鐵接駁的歷史，北京铁路枢纽七大重点站区全部通行非国铁系统城市轨道交通。

## 车站结构
北京朝阳站出站闸机与地铁站台的最短距离为300米。因国铁北京朝阳站绝大部分列车去往东北地区，地铁朝阳站亦在出站口侧墙设有以“温暖归途”为主题，雪乡小木屋和高铁车厢为意象的公共艺术墙。
| 2层   | 公交层             | 公交枢纽2层                                                                                           |  |  |
| 地面  |                    | 枢纽出入口1-8，铁路进站口1（临时关闭），公交枢纽发车区，枢纽外地铁A、B出入口，商业                    |  |  |
| BM层  | 夹层               | 枢纽下沉广场出入口9，商业                                                                             |  |  |
| B1层  | 换乘层             | 枢纽地下出入口10-11，交通枢纽换乘大厅，出租车接驳区，通往北京朝阳站B1层，商业，通道前往华润万象城地块 |  |  |
| B1M层 | 夹层               | 网约车停车场                                                                                          |  |  |
| B2层  | 站厅层             | 3号线、 20号线站厅，便利店                                                                            |  |  |
| B3层  |                    | █ 3号线 往东四十条（石佛营）                                                                          |  |  |
|       | 岛式站台，左侧开门 | |  |  |
|       |                    | █ 3号线 往东坝北（姚家园）                                                                            |  |  |
| B4层  | 站台层             | 20号线站台                                                                                            |  |  |

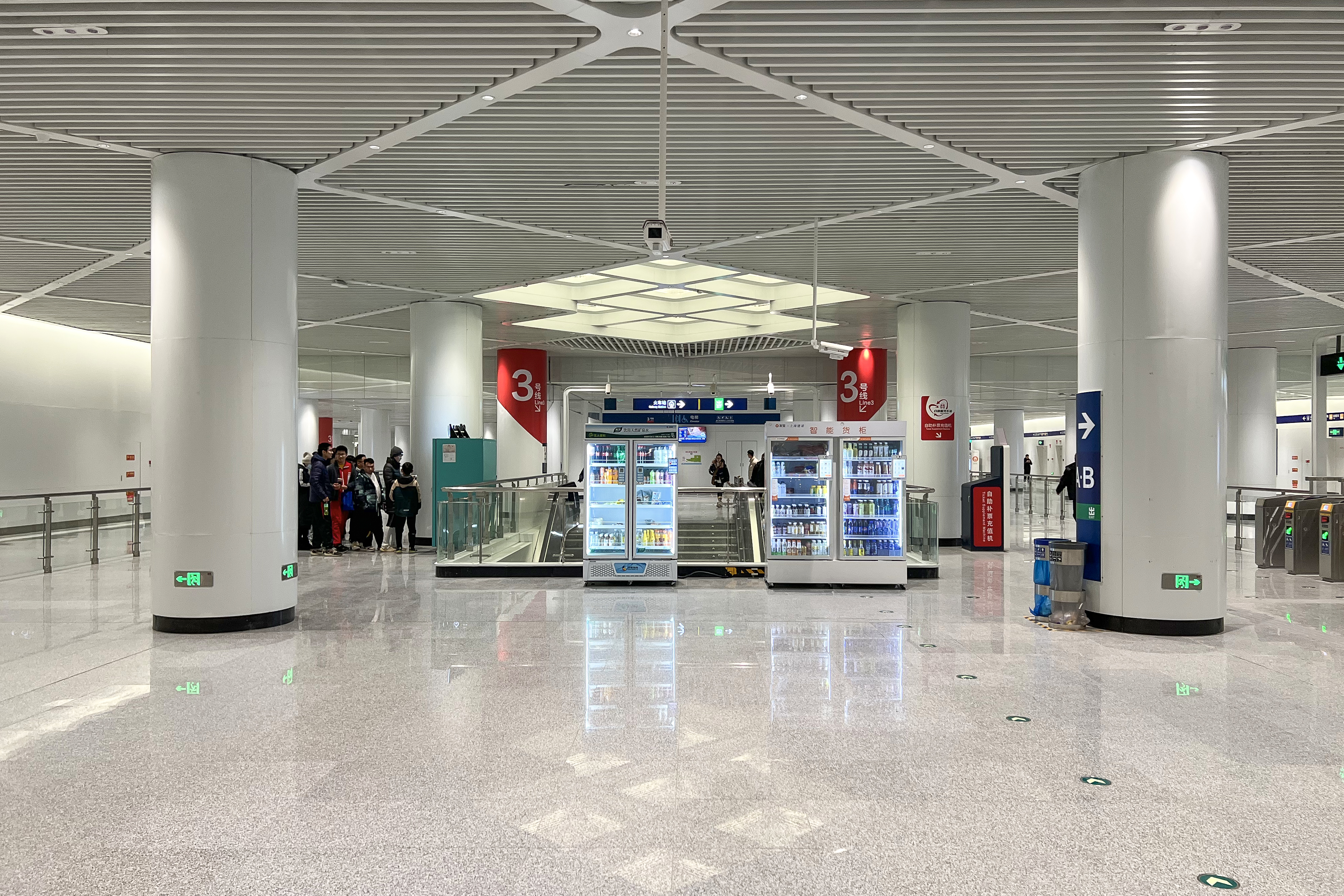
3号线站厅南部
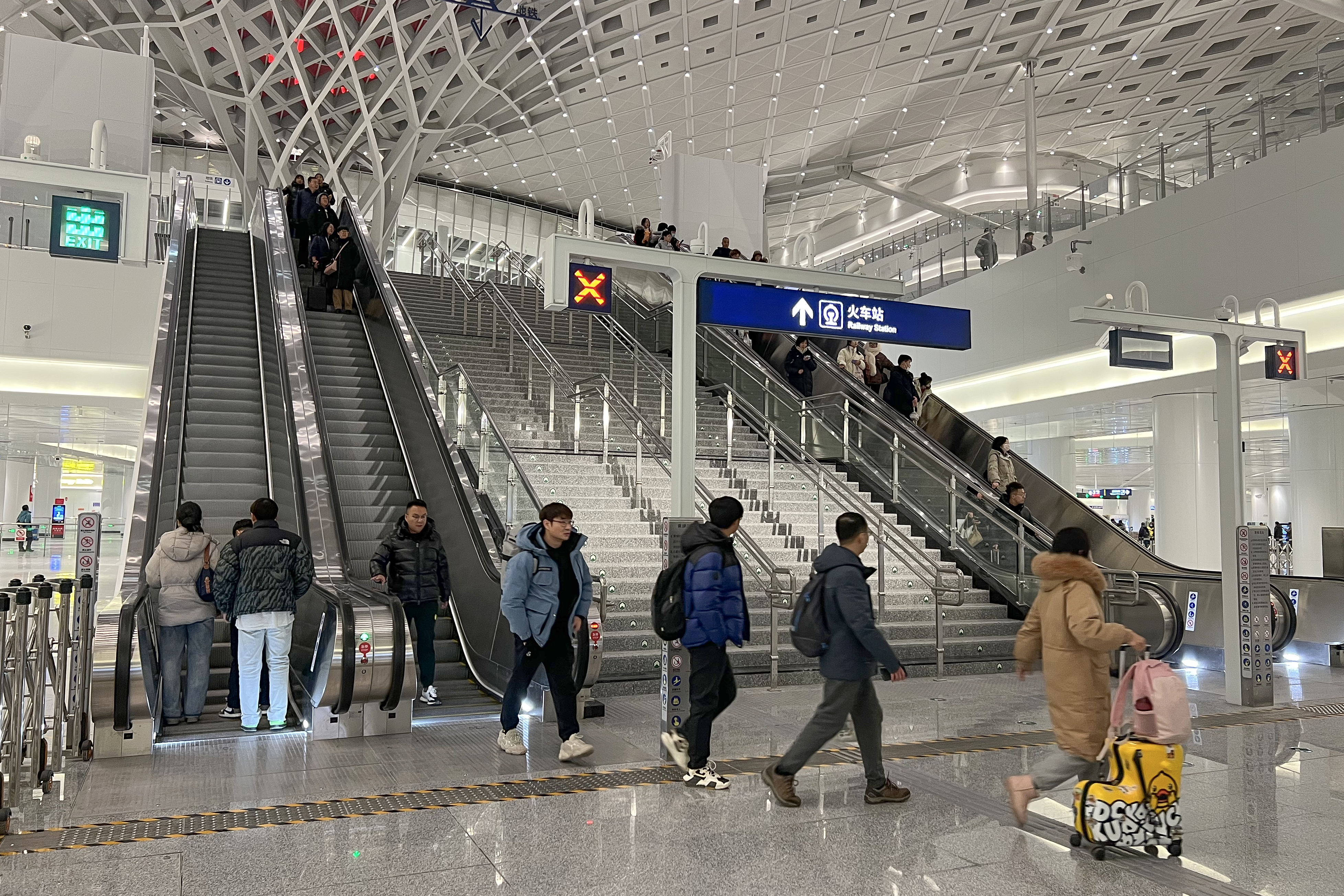
地铁进站扶梯
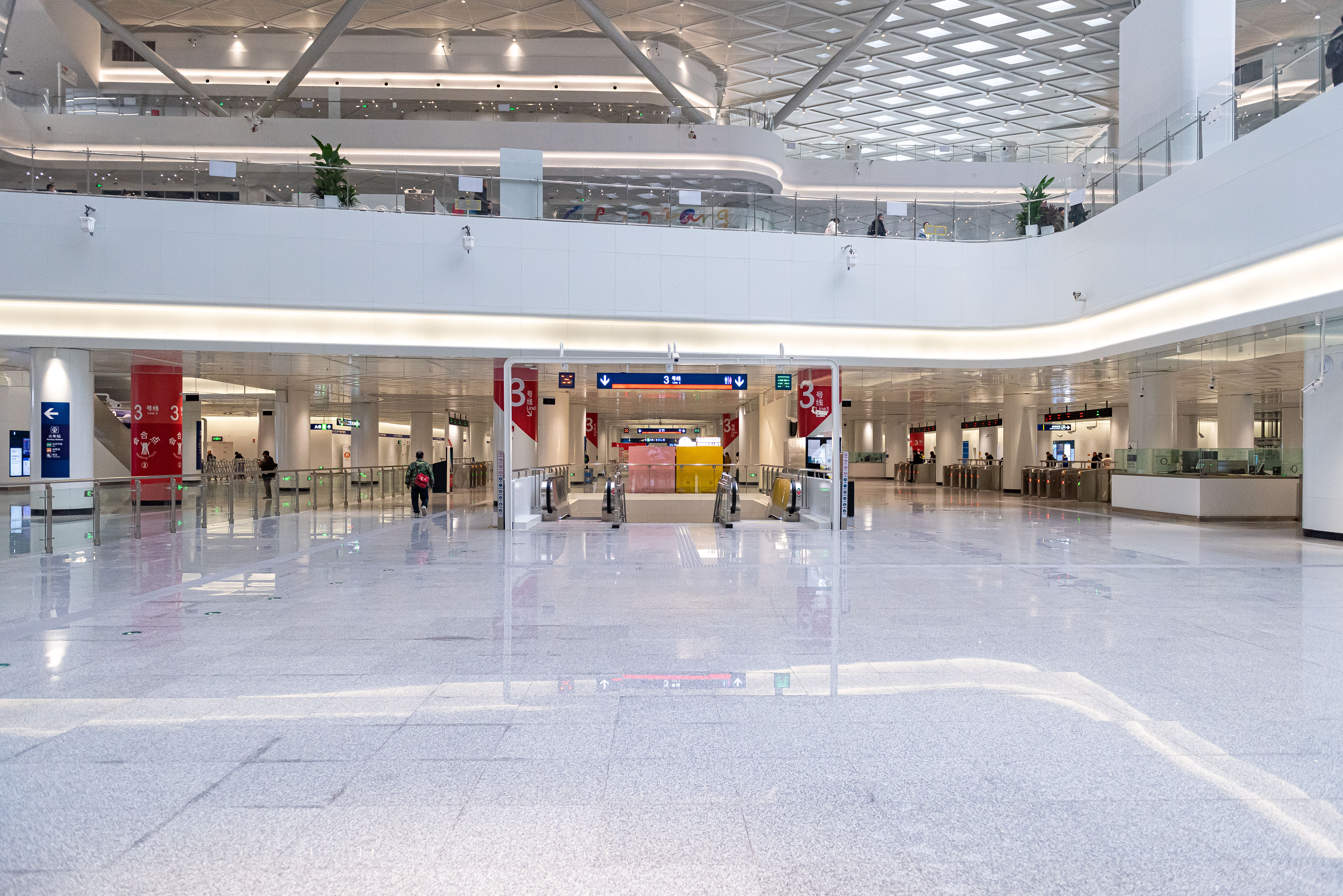
3号线站厅北部
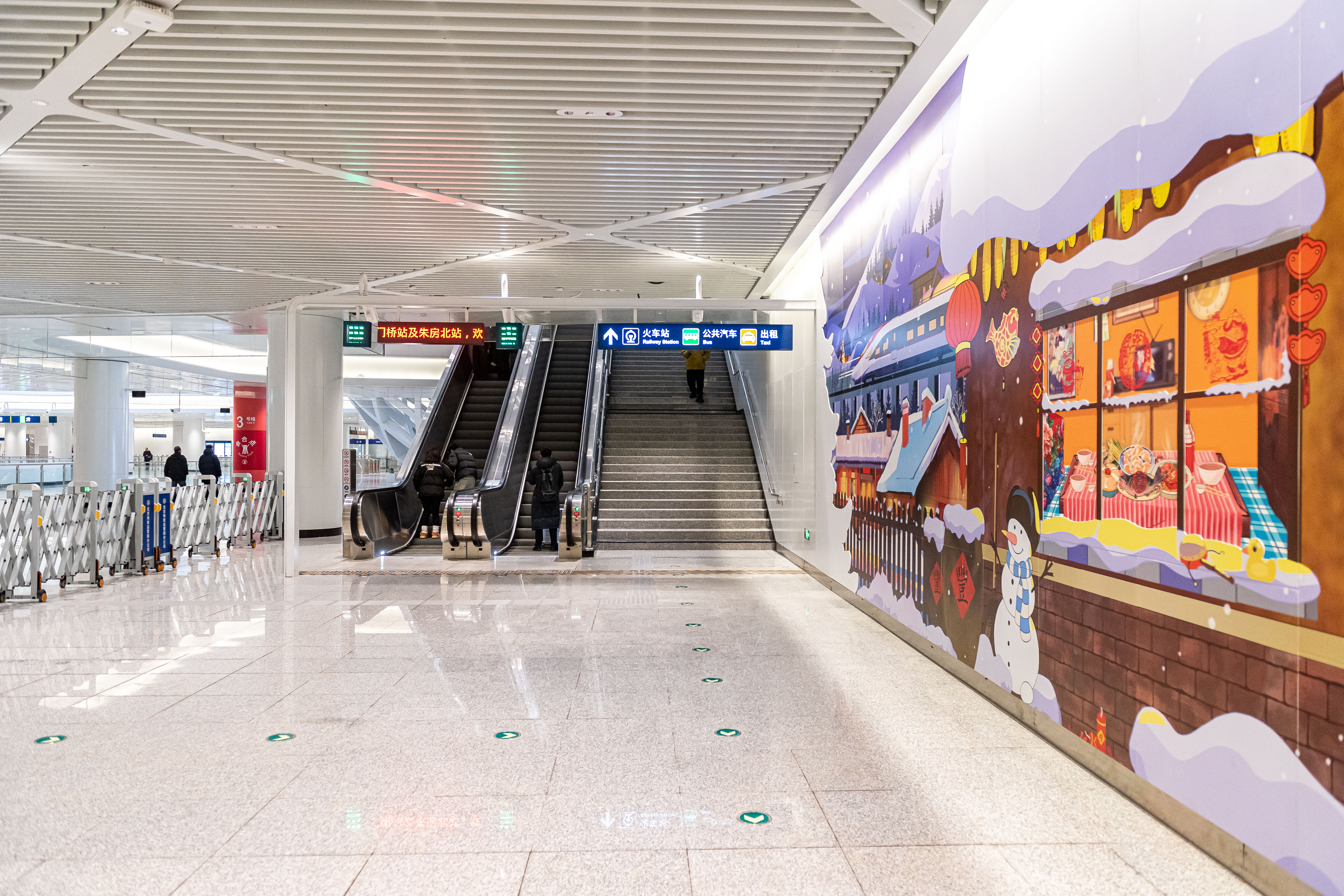
通往国铁车站的南出站口
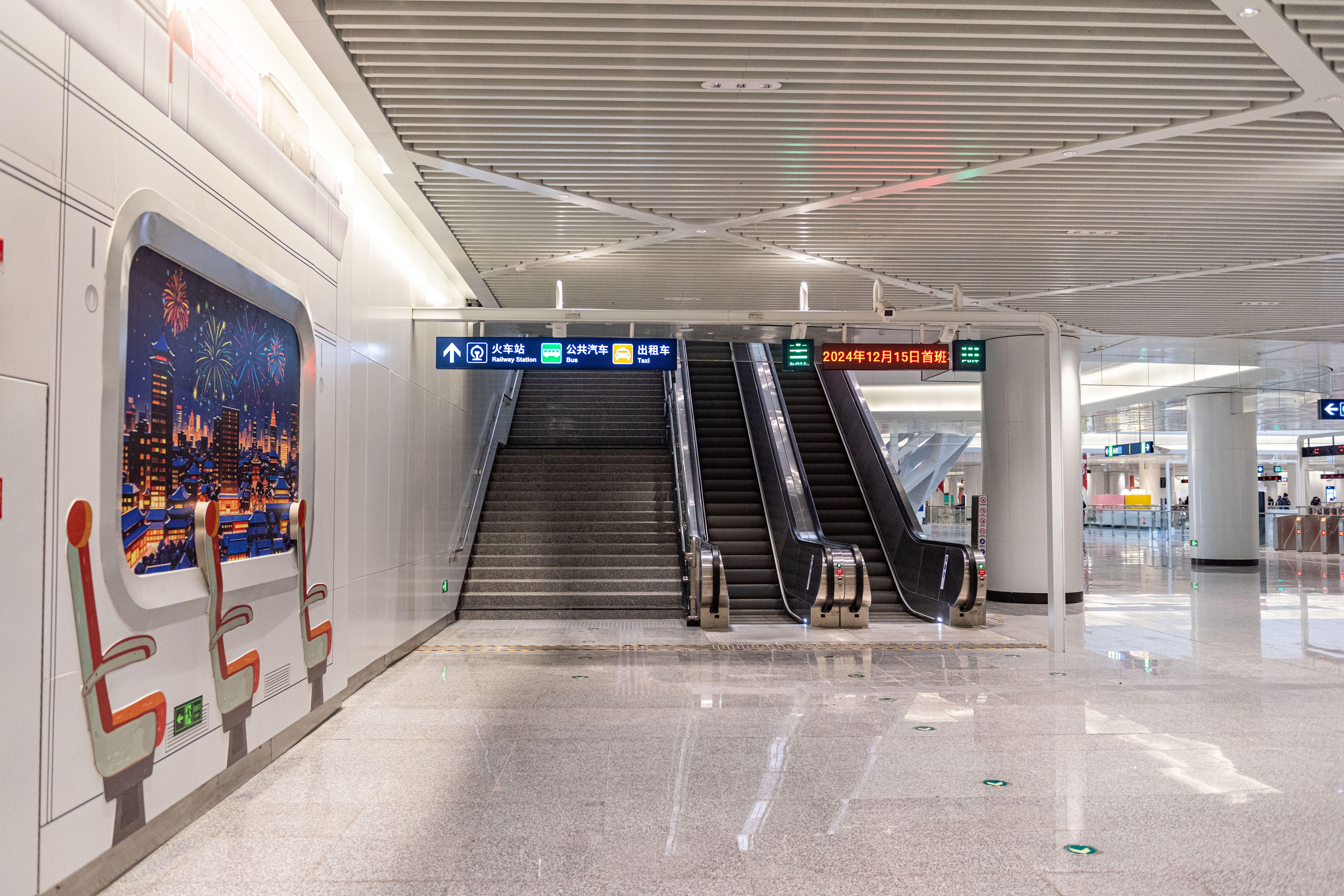
通往国铁车站的北出站口
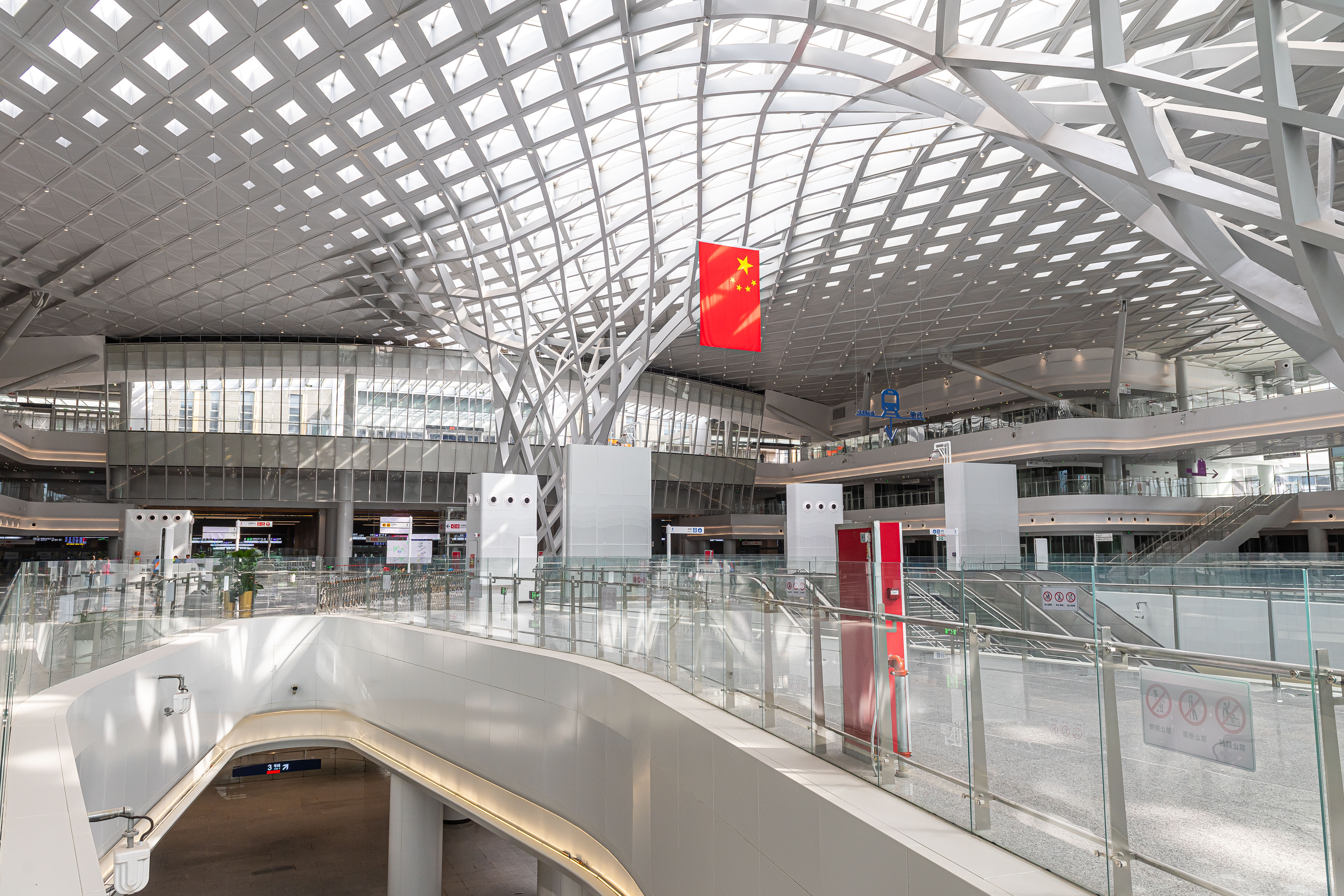
朝阳站交通枢纽地下一层大厅
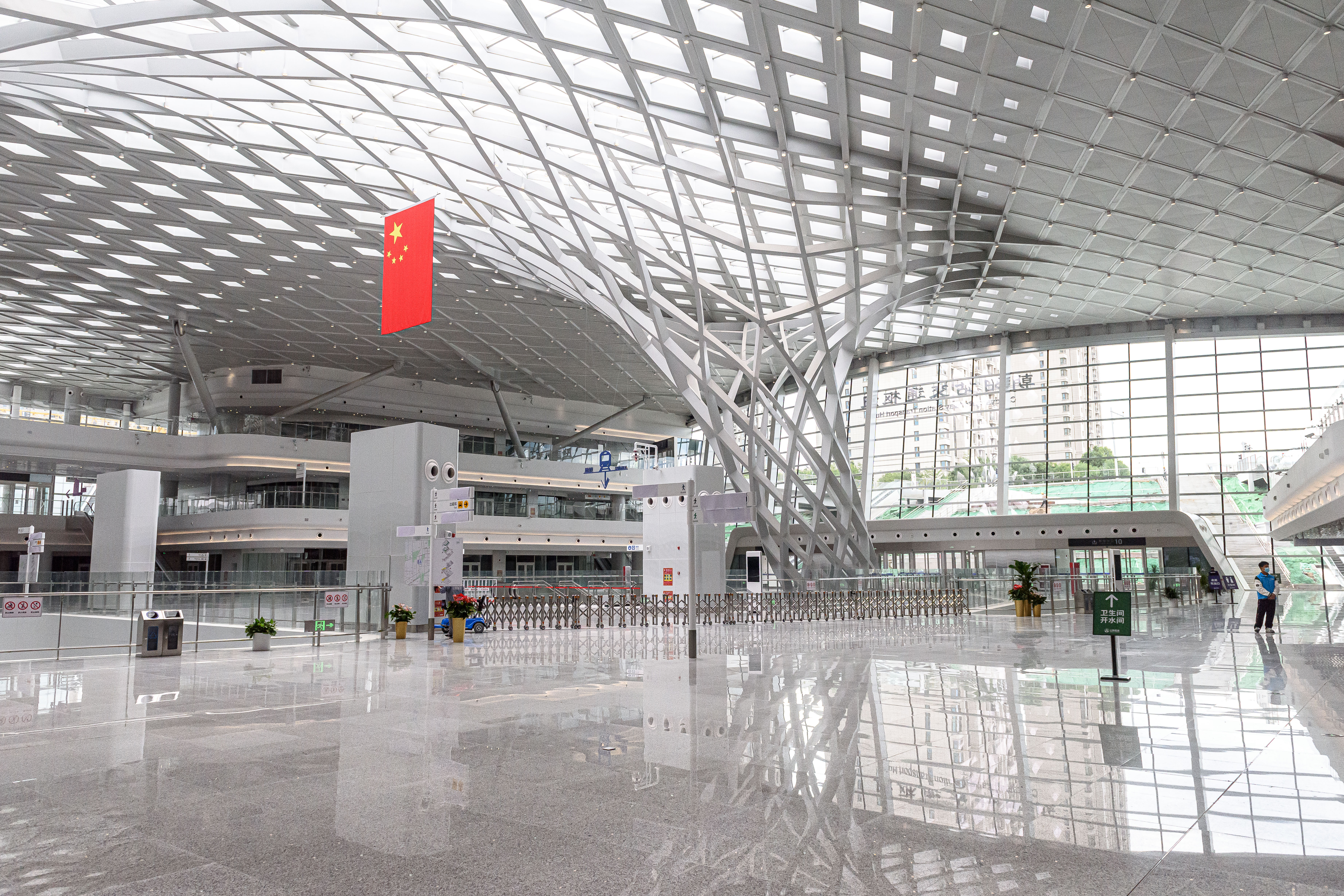
朝阳站交通枢纽地下一层大厅
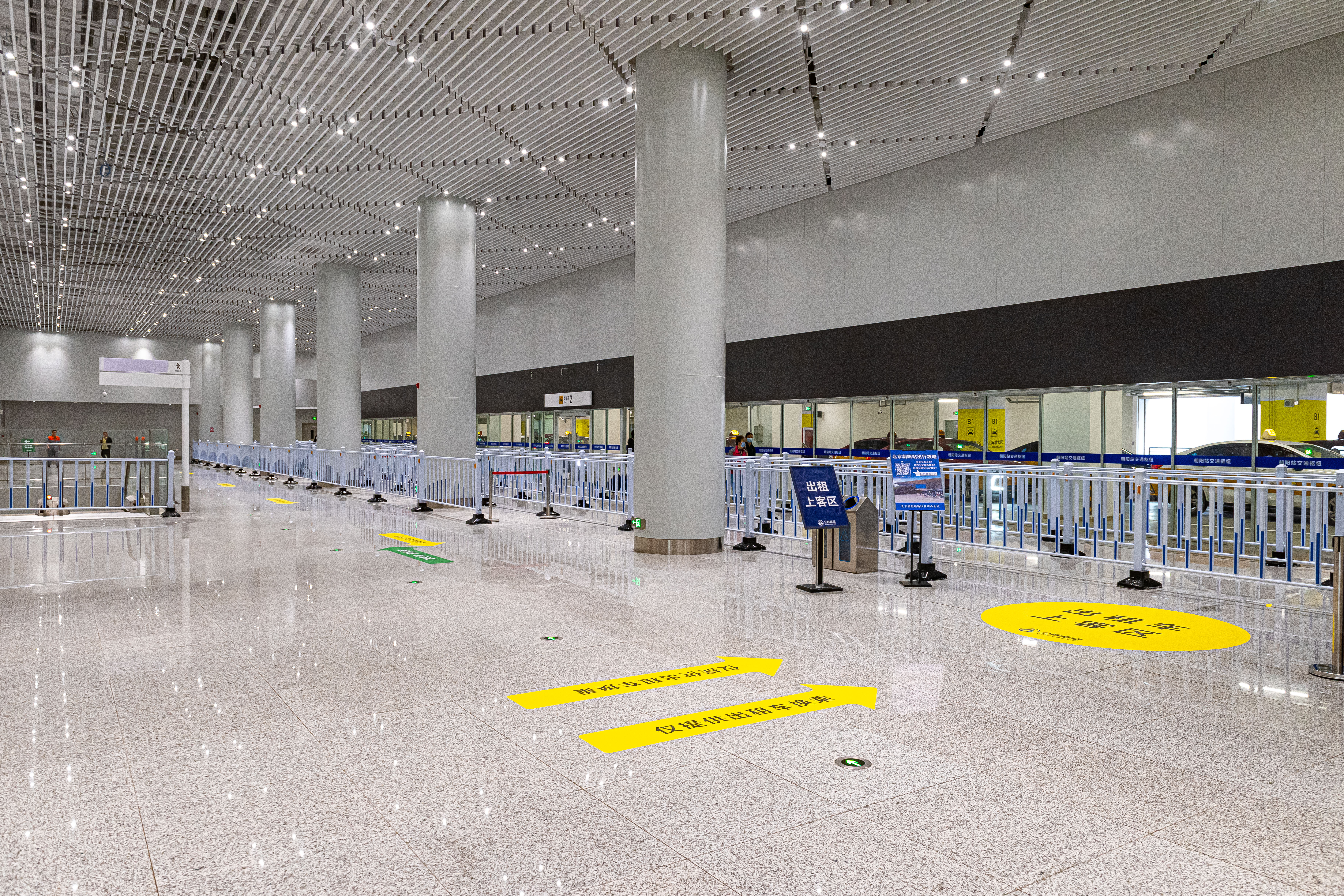
朝阳站交通枢纽出租汽车站
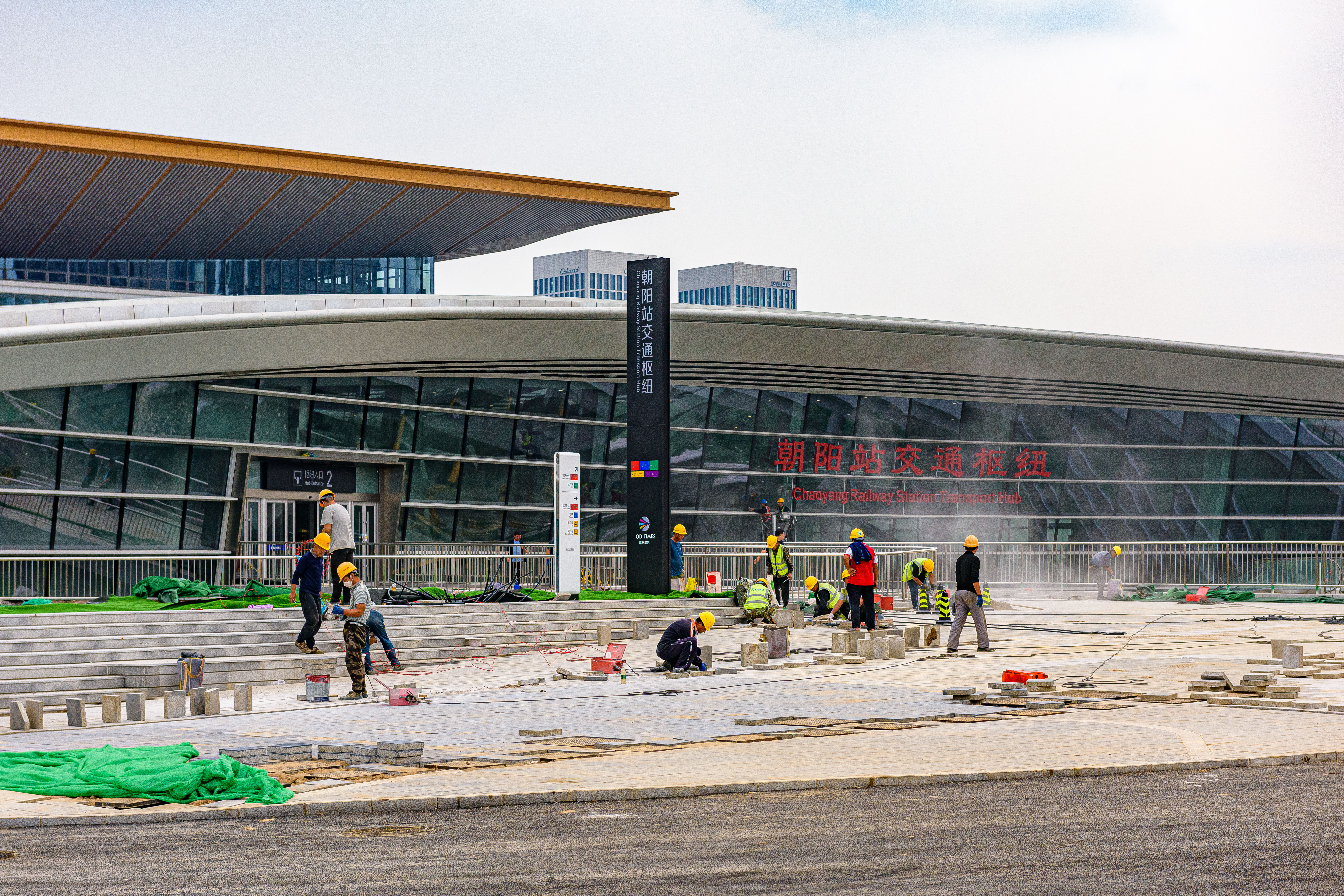
朝阳站交通枢纽地面出入口

## 出入口
地铁朝阳站在枢纽东部设有2个通往国铁车站的单向出口，枢纽西部设有1个地铁进站口，枢纽北部设有1个通往网约车上客点及地下一层出租车调度站的出入口，上述出入口均未编号。此外，3号线站体南侧设有A、B两个独立出入口，均位于国铁站房西南侧、枢纽南侧，站厅西墙北侧亦预留有C出入口。
|                        |                  |                                    |      |            |
| 编号                   | 指示             | 建议前往的目的地                   | 照片 | 无障碍设施 |
| 出口 · A               | 华文东路         | 北京朝阳站                         |      | 不適用     |
| 出口 · B               | 辛庄二街         |                                    |      | 不適用     |
| （预留）               | 仅预留通道       |                                    |      | 不適用     |
| · （仅供地铁出站）     | 火车站           | 铁路到达、铁路出发、公交车、出租车 |      |            |
| · （仅供地铁出站）     | 火车站           | 铁路到达、铁路出发、公交车、出租车 |      |            |
| 出口 · SW · 升降机标志 | 火车站           | 地铁进站口                         |      |            |
| 出口 · SW · 升降机标志 | 公共汽车、停车场 | 网约车上车点（夹层）               |      |            |
| 出口 · SW · 升降机标志 | 公共汽车、停车场 | 出租车调度站（B1）                 |      |            |
| 註： 設有 \| 設有      |                  |                                    |      |            |